# 2000년 4월
| 2000년: 1월 · 2월 · 3월 · 4월 · 5월 · 6월 · 7월 · 8월 · 9월 · 10월 · 11월 · 12월 |

| <          | 2000년 4월 | 2000년 4월 | 2000년 4월 | 2000년 4월 | 2000년 4월 | >           |
| 일         | 월         | 화         | 수         | 목         | 금         | 토          |
|            |            |            |            |            |            | 1 2.27 기축 |
| 2 28 경인  | 3 29 신묘  | 4 30 임진  | 5 3.1 계사 | 6 2 갑오   | 7 3 을미   | 8 4 병신    |
| 9 5 정유   | 10 6 무술  | 11 7 기해  | 12 8 경자  | 13 9 신축  | 14 10 임인 | 15 11 계묘  |
| 16 12 갑진 | 17 13 을사 | 18 14 병오 | 19 15 정미 | 20 16 무신 | 21 17 기유 | 22 18 경술  |
| 23 19 신해 | 24 20 임자 | 25 21 계축 | 26 22 갑인 | 27 23 을묘 | 28 24 병진 | 29 25 정사  |
| 30 26 무오 |            |            |            |            |            |             |

| 편집하기 |

## 2000년4월 14일
- 부산과 울산 지역에서 9명을 살해했다고 진술한 연쇄살인 용의자 정두영이 검거되었다.

## 2000년4월 13일
- 제16대 총선이 치러지다.

## 2000년4월 5일
- 모리 요시로가 일본의 총리로 취임하다.

## 2000년4월 1일
- 수도권 전철 노선 통합. 이 때부터 철도청 소속 국철 노선들은 모두 서울 지하철 노선명을 준용하게 된다.
- 일본 총리 오부치 게이조가 혼수 상태에 빠지다.